# 哥伦比亚棒球代表隊
哥倫比亞棒球代表隊 （西班牙語: Selección de béisbol de Colombia） 是哥倫比亞的國家棒球隊。

## 歷史
哥倫比亞國家隊在1944年首次參加了世界盃棒球賽，獲得第六名。接著他們在1947年巴蘭基亞主辦的世界盃中獲得冠軍。哥倫比亞在1965年中再次主辦並獲得冠軍。
2017年，哥倫比亞在2017年世界棒球經典賽資格賽中擊敗西班牙和巴拿馬，他們有史以來第一次出現在世界棒球經典賽中。2017年教練由Luis Urueta擔任。投手由美國職業棒球大聯盟José Quintana和Julio Teherán 擔任，包括當時最有前景的Jorge Alfaro 和Gio Urshela 。
作為2017年WBC的參與者，哥倫比亞自動有資格參加擴大的2023年世界棒球經典賽。 它與美國、加拿大、墨西哥以及由2023年世界棒球經典賽資格賽決定的第五支球隊中。 2022年7月29日，球隊宣佈Urueta將回到WBC擔任國家隊教練。

## 歷年世界性賽事成績

### 世界棒球經典賽
| 會內賽    | 會內賽    | 會內賽    | 會內賽 | 會內賽 | 會內賽 | 會內賽 |          | 資格賽   | 資格賽   | 資格賽   | 資格賽 |
| 年份      | 輪        | 名次      | 勝     | 負     | 得分   | 失分   | 勝       | 負       | 得分     | 失分     |        |
| --------- | --------- | --------- | ------ | ------ | ------ | ------ | -------- | -------- | -------- | -------- | ------ |
| 2006      | 未參加    | 未參加    | 未參加 | 未參加 | 未參加 | 未參加 | 未舉行   | 未舉行   | 未舉行   | 未舉行   |        |
| 2009      | 未參加    | 未參加    | 未參加 | 未參加 | 未參加 | 未參加 | 未舉行   | 未舉行   | 未舉行   | 未舉行   |        |
| 2013      | 未晉級    | 未晉級    | 未晉級 | 未晉級 | 未晉級 | 未晉級 | 1        | 2        | 16       | 17       |        |
| 2017      | 第一輪    | 11        | 1      | 2      | 9      | 14     | 3        | 0        | 17       | 6        |        |
| 2023      | 第一輪    | 18        | 1      | 3      | 12     | 19     | 自動晉級 | 自動晉級 | 自動晉級 | 自動晉級 |        |
| 2026      |           |           |        |        |        |        | 3        | 0        | 23       | 1        |        |
| 總和：3/6 | 總和：3/6 | 總和：3/6 | 2      | 5      | 21     | 33     | 7        | 2        | 56       | 24       |        |

### 世界盃棒球賽（已停辦）
| - 1945 : 亞軍 - 1947 : 冠軍 - 1948 : 季軍 - 1965 : 冠軍 - 1970 : 第四名 - 1971 : 亞軍 - 1973 : 第四名 - 1974 : 季軍 |

### 泛美運動會
| - 1971 : 季軍 - 2015 : 第七名 - 2019 : 第四名 |

### 洲際盃棒球賽（已停辦）
| - 1975 : 第八名 - 1977 : 第五名 |

### U-23世界盃棒球賽（原為21U世界盃）
| - 2021 : 季軍 |